# جف اندروز
جف اندروز (انگلیسی: Jeff Andrus؛ ۱۹ مارس ۱۹۴۷ – ۲۷ مارس ۲۰۱۱) یک فیلم‌نامه‌نویس، پدیدآور، و رمان‌نویس اهل ایالات متحده آمریکا بود.